# Vonones II của Parthia
Vonones II của Parthia trị vì một thời gian ngắn đế chế Parthia vào năm 51 TCN. Trong thời kỳ trị vì của người anh Gotarzes II của mình, ông được chỉ định làm tổng đốc của Media và đã được đưa lên ngai vàng sau khi Gotarzes qua đời. Tuy nhiên, ông đã qua đời chỉ sau vài tháng cai trị và được kế vị bởi con trai VologasesI.
Mặc dù có một triều đại tương đối ngắn, ông đã có năm người con trai nắm giữ ngai vàng của Parthia và Armenia. Những người con trai của ông là Vologases I; Pacorus II; Osroes I; Mithridates IV và Tiridates I của Armenia.